# José María Sicilia
José María Sicilia Fernández-Shaw (n. Madrid, 1954) es un pintor español.

## Biografía
Empieza a estudiar en la Facultad de Bellas Artes de Madrid, pero se marcha a París en 1980. En 1982, expuso por primera vez en la galería Trans/Form,sus primeras producciones tienen una tendencia expresionista. En 1984 inauguró su primera exposición individual en España. En la década de los ochenta se le considera uno de los jóvenes artistas españoles más prestigiosos. En 1989 recibe el Premio Nacional de Artes Plásticas del Ministerio de Cultura de España. 
Ha participado en numerosas exposiciones, colectivas e individuales, en las principales ciudades del mundo. Su obra se encuentra representada en museos como el Museo Reina Sofía de Madrid, el MOMA o el Museo Guggenheim de Nueva York. Actualmente, reside entre París y Sóller, donde ha creado una fundación dedicada a jóvenes artistas. En 2015, fue galardonado con la Medalla de Oro al mérito en las Bellas Artes.
En 2011 fue el encargado de diseñar el cartel de la temporada taurina en la Real Maestranza de Caballería de Sevilla.
En 2024 presentó una muestra de sus obras recientes en la galería Prats Nogueras Blanchard.

## Trayectoria artística
Su pintura tiene un marcado matiz expresionista y profundiza en la monocromía del blanco en buena parte de su producción.
Su obra se puede visitar en:
- CAAM, Centro Atlántico de Arte Moderno, Las Palmas de Gran Canaria
- CAPC Musée d'Art Contemporain, Burdeos
- Centro Andaluz de Arte Contemporáneo, Sevilla
- Cincinnati Art Museum, Cincinnati, Ohio
- Colección Banco de España, Madrid
- Colección Arte Contemporáneo Fundación La Caixa, Barcelona
- Colección Comunidad de Madrid, Madrid
- Colección Fundesco, Madrid
- Colección Iberdrola
- Col·lecció Testimoni de La Caixa, Barcelona
- FRAC (Fonds Régionaux d'Art Contemporani), Midi Pyrenées
- Fundació Museu d'Art Contemporani, Barcelona
- IVAM, Centre Julio González, Valencia
- Musée d'Art Contemporain, Toulouse
- Musée d'Art Moderne et la Création
- Museo Extremeño Iberoamericano de Arte Español Contemporáneo, Badajoz
- Museo Marugame Hirai de Arte Español Contemporáneo, Marugame
- Museo Nacional Centro de Arte Reina Sofía, Madrid
- Museo de Santa Cruz, Toledo
- Museum of Modern Art, Nueva York
- Solomon R. Guggenheim Museum, Nueva York